# Angelo Omodeo
Angelo Omodeo Salè (Mortara, 20 febbraio 1876 – Polpenazze del Garda, 3 giugno 1941) è stato un ingegnere e funzionario italiano.

## Biografia

Tenuta Le Posteghe a Polpenazze del Garda, residenza dove morì il 3 giugno 1941

Angelo Omodeo nacque il 20 febbraio 1876 a Mortara da una famiglia agiata: la madre infatti proveniva da una ricca famiglia borghese, mentre il padre era un affittuario di terreni della zona limitrofa.
Egli seguì i corsi ginnasiali e liceali al Collegio Convitto Saporiti di Vigevano e proseguì la sua carriera di studente al Politecnico di Milano, dove si laureò con lode nel 1899: predilesse lo studio della meteorologia e dell'idrologia applicata con particolare attenzione verso l'utilizzo delle acque in campo agricolo ed industriale. Ancor oggi il suo nome rimane legato ad opere che, al tempo della loro realizzazione, rappresentarono un momento innovativo per la tecnica idraulica italiana ed estera (soprattutto dopo il primo conflitto mondiale). 
Amico di Filippo Turati, aderì al partito socialista e prese parte attiva alla vita politica italiana: fu nominato commissario per l'emergenza nell'approvvigionamento di elettricità all'industria durante l'eccezionale siccità nell'inverno 1921-1922. Durante la sua carriera rifiutò più volte di assumere il ruolo istituzionale, offertogli da Giolitti, di ministro dei lavori pubblici. 
Con i suoi studi e progetti contribuì alla modernizzazione infrastrutturale della penisola che, a suo parere, avrebbe dovuto basarsi in primo luogo sull'elettrificazione. Fu fermamente convinto che l'Italia disponesse di una fonte di energia ricchissima e inesauribile, l'acqua, e che questa dovesse essere sfruttata al meglio, compensando la scarsa presenza di combustibili fossili.
Morì il 3 giugno 1941 nella Tenuta Le Posteghe, nel comune di Polpenazze del Garda, dopo una vita trascorsa al servizio degli altri e del proprio Paese.

## Progetti in Italia
Progetti in Italia

### Valle d'Aosta

#### Diga di Pont-Saint-Martin
L'edificio della centrale, dalla struttura muraria in pietra a vista perfettamente inserita nel paesaggio, è ubicato in una posizione particolarmente suggestiva, posta poco a monte dell’imponente ponte romano, che ha dato il nome al paese e che venne edificato nel corso della campagna di romanizzazione della vallata. 
L’edificio della centrale presenta finestre binate o trinate, che alleggeriscono le masse delle pareti, in un’ottica di abbellimento della struttura sotto il profilo architettonico, tipica dello stile liberty dell’inizio del XX secolo.
Obiettivo della struttura, accanto alla produzione di energia idroelettrica per scopi industriali, era quello di assicurare la distribuzione energetica ampliando la rete già esistente. L'ubicazione stessa di Pont-Saint-Martin, alle porte della Valle d'Aosta, facilita i collegamenti in vista del coordinamento generale della distribuzione di energia: le due condutture elettriche principali dal nodo di Pont-Saint-Martin si spingono l'una a Torino, l'altra a Milano, dove si collegano a tutta la serie dei più notevoli impianti esistenti, rispettivamente in Piemonte e in Lombardia. 

#### Diga del Gabiet

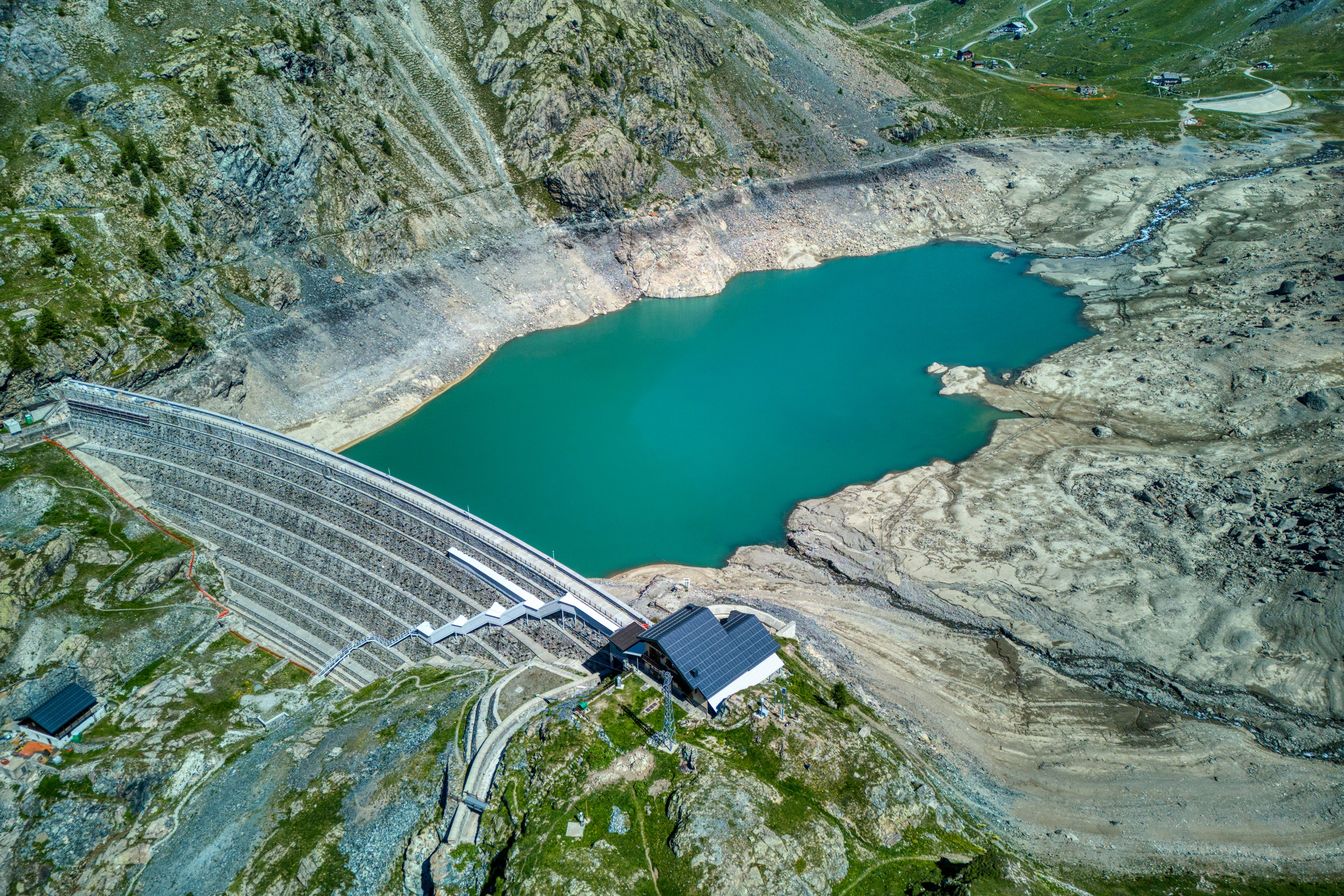
Diga del Gabiet

Nei primi due decenni del 1900 venne costruito il bacino artificiale del Gabiet, nel comune di Gressoney La Trinité. Alla realizzazione di quest'opera lavorarono oltre 2.000 operai.
Il periodo tanto florido e gli abitanti del posto così carichi di fiducia per il progetto portarono lo scrittore e giornalista Jules Brocherel ad esclamare: "Que l'industrie est belle, lorsqu'elle est portée à cette perfection!".

### Piemonte

#### Diga del Valla
Ultimata nel 1925 dopo due anni di lavori, la diga viene gestita dalla società Tirreno Power s.p.a. per produrre energia elettrica in una centrale idroelettrica nei pressi di Spigno.

### Lombardia

#### Lago Delio
Lo sfruttamento a scopo idroelettrico del lago Delio risale ai primi del '900, quando tra il 1909 e il 1911 la SIS (Società Idroelettrica Subalpina) costruì una diga situata dove ora si trova la diga del lago Delio sud.
Dal 1957 al 1967 si fecero degli studi preliminari e nel 1968 si ebbe il progetto definitivo del nuovo impianto idroelettrico del lago Delio.
L'entrata in servizio del nuovo impianto avvenne nel 1971.

#### Diga del Truzzo (San Giacomo Filippo - SO)
Il progetto presentato dall’ing. Omodeo prevedeva la realizzazione del serbatoio artificiale del Truzzo sopraelevando l’esistente lago naturale a mezzo di una diga, alla quota di 2059 m s.l.m., successivamente sopraelevata a 2088,50 m s.l.m. 
Realizzata dall’Impresa Peduzzi per il committente Società Idroelettrica Cisalpina, fu costruita in calcestruzzo e in muratura di pietrame, con i paramenti rivestiti in bolognini di granito. Venne realizzata negli anni 1925-1927 durante i periodi di buona stagione (circa 5 mesi all’anno) in 12-15 mesi di lavoro effettivo. L'invaso del Truzzo fu realizzato per alimentare la centrale idroelettrica di San Bernardo con un salto di 1’040 metri ed una potenza installata di 30'000 kW. Le acque di scarico della centrale, unite all'acqua incanalata dallo sbarramento di Prestone (adiacente valle del Liro), convogliate a mezzo di galleria lunga circa 10 km, alimentano la centrale idroelettrica di Mese, la più importante del Nucleo Idroelettrico della Valchiavenna.  
L'inaugurazione della centrale di Mese, allora la più potente d'Europa, avvenne l’8 giugno 1927 alla presenza del principe ereditario Umberto di Savoia, del vescovo di Como mons Adolfo Luigi Pagani.
Il progetto generale degli impianti fu opera di Angelo Omodeo, uno dei massimi progettisti di impianti idroelettrici nel mondo, mentre gli edifici della centrale furono progettati dall'ingegner Sacchi di Milano.

### Emilia Romagna

#### Diga delle Scalere
La diga fu costruita in seguito alla crescente domanda di energia elettrica per usi domestici ed industriali e per la sua costruzione venne prevista, sulla base delle idee socialiste di Angelo Omodeo, la giornata lavorativa di otto ore; si trattava della prima volta in Italia.
Nel 1917 il Brasimone sarà sbarrato anche dalla Diga di Santa Maria e, durante la Grande Guerra, l'impianto sarà ulteriormente potenziato con la costruzione di un piccolo lago artificiale in grado di alimentare la centrale di Corniolo.

### Toscana

#### Diga di Villa Collemandina
Nel 1914 furono impiegati tre mesi per la costruzione della diga, ma successivamente furono necessari altri interventi: nel 1920 un terremoto di Magnitudo 6,6 colpì quella zona, anche se non intaccò la solidità della diga.

#### Centrale di Sestaione
La centrale, che ha subito notevoli danni nell'ultimo conflitto mondiale, è stata ricostruita nelle sue forme originarie. 
Progettata da Angelo Omodeo, conserva una certa qualità architettonica per i sobri riferimenti all'eclettismo neomedioevale.

### Umbria

#### Centrale di Galleto
Negli anni Trenta il fascismo, teorizzando l'autarchia, investi nella progettazione di grandi impianti idroelettrici, fra cui quello che fa capo alla centrale di Galleto. La progettazione delle opere idrauliche fu affidata all'ingegner Angelo Omodeo, ormai famoso a livello internazionale; l'Accademico d'Italia Cesare Bazzani curò la parte prettamente estetica delle architetture, mentre l'ingegner Giovanni Devoto si occupò dell'aspetto strutturale. 
La centrale di Galleto costituisce la prima grande realizzazione del programma idroelettrico avviato fra il 1924 e il 1925. La prima parte della centrale di Galleto, ideata in funzione dell'utilizzo integrale delle acque del Velino, entrò in funzione nel 1929. 
L'impianto fu danneggiato nel giugno 1944 dalle truppe tedesche in ritirata e viene rimesso in funzione nel dicembre dello stesso anno.

### Sardegna

#### Diga di Santa Chiara
Negli anni 1910 Angelo Omodeo aveva concepito un progetto di uno sbarramento del fiume Tirso, per regolarne il deflusso e la creazione di un invaso che assicurasse energia elettrica per illuminazione e industria e acqua irrigua per il Campidano di Oristano. La diga di Santa Chiara fu realizzata tra il 1918 e il 1924 lungo il medio corso del Tirso dando origine al lago Omodeo.

## Progetti all'estero

### Albania
Studi sulle possibilità idrauliche (1928 - 1936) https://selitawater.al/wp-content/uploads/2022/06/harta1.png 

### Russia

#### Alcune opere di elettrificazione
La Russia di Stalin chiese ad Angelo Omodeo di occuparsi di alcune opere di elettrificazione previste nell'ambito di due successivi piani quinquennali varati dal Cremlino. Dopo che il governo sovietico stipulò nel 1931 un apposito accordo con quello italiano, Omodeo e il suo staff provvidero ad elaborare e a dirigere la progettazione di vari impianti idroelettrici, nonché di alcuni sistemi di irrigazione e bonifica; ciò comportò il loro frequente soggiorno in Unione Sovietica sino al 1937. Dopo di allora, in seguito al patto Antikomintern siglato dall'Italia fascista con la Germania di Hitler e il Giappone, non fu più possibile proseguire in questa impresa.